# Alexander Graf Lambsdorff
Alexander Sebastian Léonce von der Wenge Graf Lambsdorff (ur. 5 listopada 1966 w Kolonii) – niemiecki polityk i dyplomata, poseł do Parlamentu Europejskiego VI, VII i VIII kadencji, deputowany do Bundestagu, ambasador Niemiec w Rosji.

## Życiorys
Po uzyskaniu dyplomu z historii, w latach 1991–1993 w ramach stypendium Programu Fulbrighta studiował stosunki międzynarodowe na Uniwersytecie Georgetown. Był stażystą w Komisji Europejskiej, następnie pracownikiem Fundacji im. Friedricha Naumanna w Tallinnie. Po odbyciu szkolenia dyplomatycznego od połowy lat 90. pozostawał zatrudniony w Ministerstwie Spraw Zagranicznych. Pełnił m.in. funkcję attaché prasowego w ambasadzie Niemiec w Waszyngtonie.
Został działaczem Wolnej Partii Demokratycznej, zasiadł też we władzach Partii Europejskich Liberałów, Demokratów i Reformatorów. W 2004 uzyskał mandat posła do Parlamentu Europejskiego. W PE VI kadencji został w 2007 wiceprzewodniczącym Komisji Rynku Wewnętrznego i Ochrony Konsumentów. W 2009 i w 2014 skutecznie ubiegał się o reelekcję. W wyborach w 2017 i 2021 był natomiast wybierany w skład Bundestagu.
W 2023 powrócił do służby dyplomatycznej, obejmując funkcję ambasadora Niemiec w Federacji Rosyjskiej.
Jego krewnym był polityk Otto Graf Lambsdorff.